# Tarán

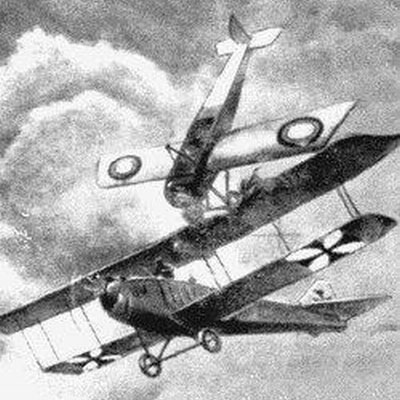
Ataque tarán efectuado por Piotr Nésterov.

El tarán (del ruso таран "ariete") o embestida aérea, es una táctica de combate consistente en embestir el avión enemigo con el morro del avión propio. En inglés se denomina ramming attack, y probablemente es la táctica de combate aéreo más desesperada que se utilizó por una fuerza aérea, principalmente debido al déficit de municiones disponibles en una aeronave envuelta en un combate. 
Es la continuación en la aviación de dos armas tradicionales:
- Ariete: en tiempos medievales, instrumento militar de gran tamaño diseñado específicamente para derribar puertas, portones y muros durante un sitio o un ataque a una fortificación (castillo) enemiga. Su diseño permitía usar un impacto (o múltiples de estos) de gran fuerza causando destrucción o daño considerable a una estructura reforzada.
- Espolón: parte de la proa de una nave marina, de un barco, especialmente reforzada y diseñada para hundir o dañar una embarcación enemiga mediante un impacto.

## Primer caso en un combate aéreo
Hasta el año 1914 las aeronaves no fueron equipados con armamento; únicamente contaban con revólveres o pistolas, armas personales que portaban los pilotos. Los primeros combates aéreos consistían en intercambio de disparos con armas ligeras o lanzamiento de granadas desde arriba a las aeronaves enemigas.
Por vez primera tuvo "tarán" su “bautizo” durante la Primera Guerra Mundial en el año 1914, efectuado por un legendario piloto de guerra ruso, Piotr Nésterov. En 8 de septiembre de 1914, en cercanías de la ciudad de Zholkva, Piotr Nésterov se encuentra en el aire con una aeronave de fuerzas rivales, pilotada por Franz Malina y Friedrich von Rosenthal – ambos sobrevolaban destacamentos del Ejército Ruso en vuelo de reconocimiento en la aeronave “Albatros”, a una altitud inalcanzable para disparos antiaéreos. Piotr Nésterov se dirigió a interceptar la aeronave enemiga en su ligero y rápido avión “Morane”. Los austriacos intentaron evitar el encuentro pero Nésterov los alcanzó e impactó con su aeronave la superficie del timón de “Albatros”. Ambas aeronaves cayeron a la tierra y todos sus ocupantes fallecieron.
De esta manera Piotr Nésterov se convierte en el primer piloto de guerra en  la Historia de la aviación en efectuar un “tarán”.
Años más tarde, el ataque “tarán” fue adoptado por la Fuerza Aérea de la República Española, durante la guerra civil en España (de 1936 a 1939), y posteriormente por la Fuerza Aérea Soviética al principio de la Gran Guerra Patriótica (Segunda Guerra Mundial), en los años de 1941 y 1942 . Al final de la guerra, la Fuerza Aérea y la Armada japonesas adoptaron la misma táctica, crearon y desarrollaron unidades aéreas y marinas suicidas (kamikaze) especializadas específicamente en este tipo de ataques, principalmente contra los objetivos en mar y tierra.

## Modalidades de tarán aéreo
El ataque “tarán” tenía tres modalidades más empleadas, además de “taranniy udar” (impacto de tarán): 
1) Atacar a un avión enemigo acercándose a sus superficies de control, sobre todo los timones, hasta conseguir hacer rozar la hélice del avión con aquellas, provocando la pérdida de la capacidad de vuelo y, por tanto, el derribo de la aeronave enemiga. 
2) Volando a baja altura, posicionar un ala debajo de un ala del oponente e impulsarle mediante un alabeo para hacerle perder el control y estrellarse, debido a la baja altitud. 
3) Impactar con el borde de ataque del ala contra las frágiles superficies de control (alerones, timón de profundidad, timón de dirección) del avión enemigo causándoles daños severos mientras que el daño en el borde de ataque es mínimo gracias a la fuerte estructura del borde de ataque. Algunos modelos de aeronave ruso Polikárpov I-16 estaban especialmente reforzados para este tipo de ataque.
Estas técnicas conllevaban una escasa probabilidad de supervivencia, aunque mayor que el "taraniy udar" (impacto de tarán).
4) "Taraniy udar" (impacto de tarán): Lanzar directamente el avión propio contra el del enemigo, modalidad que se utilizó como fatal último recurso, en muchos casos cuando el avión o el propio piloto habían sido alcanzados por el enemigo, y no veían posibilidad de salvación alguna.

## Casos históricos
El piloto soviético Piotr Kozachenko, Héroe de la Unión Soviética con 12 derribos, intentó esta última modalidad de ataque “tarán” cuando el 18 de marzo de 1945 fue alcanzado por un avión enemigo mientras escoltaba a unos Pe-2. las últimas palabras que se escucharon por la radio fueron: "Me han dado, voy a efectuar un “tarán" (no se sabe con seguridad si al final lo consiguió). 
El piloto búlgaro Dimitar Spisarevski realizó esta maniobra contra un B-24 americano durante un bombardeo aliado sobre Sofía. No sobrevivió, pero derribó su objetivo.
El primer “tarán” de la Segunda Guerra Mundial oficialmente documentado se produjo el mismo 22 de junio de 1941, fecha de inicio del ataque más intenso de la “Blitzkrieg” que había visto el mundo. A las 04:25 horas, aproximadamente una hora después de que la Luftwaffe alemana iniciase sus bombardeos de los territorios de la Unión Soviética, el piloto ruso I.I.Ivanov moría cuando su aeronave "Mosca" golpeó a un He-111. Por tal acto le fue concedida la estrella de Héroe de la Unión Soviética a título póstumo. 
Con esa misma fecha, durante un combate aéreo entre una escuadrilla de Bf-109 y un grupo de I-16 sobre Kobrin, tres cazas soviéticos y dos alemanes fueron derribados rápidamente. Posteriormente, cuando el combate se acercaba a su fin, el teniente Dmitri Kókorev del 124.º Regimiento Aéreo de Cazas, al descubrir que había gastado toda su munición, inició con su I-16 un descenso en vertical y deliberadamente embistió contra un Messerchmitt. El avión alemán se estrelló envuelto en llamas, pero Kokorev se las arregló de algún modo para aterrizar sano y salvo con su aeronave averiada y maltrecha.
En total, no menos de nueve pilotos soviéticos recurrieron a la desesperada táctica de estrellarse contra una nave enemiga solamente en primer día del ataque alemán. Durante la Segunda Guerra Mundial los pilotos soviéticos llevaron a cabo cerca de 600 ataques “tarán”, más de dos tercios de ellos se efectuaron en el periodo entre 1941 y 1942 – al inicio de la guerra. En la misma época, a los pilotos de Luftwaffe alemana les entregaron un circular que prohibía acercarse en vuelo a las aeronaves soviéticas a menos de 100 metros para de esta manera evitar un ataque de estas características.
De acuerdo con las estadísticas de la Fuerza Aérea Soviética de la época, fallecieron más del 37 % de los pilotos soviéticos que efectuaron un ataque “tarán” aéreo. El resto de ellos no solamente sobrevivió – la mayoría continuó el combate y logró aterrizar a salvo. Algunos de estos pilotos efectuaron más de dos ataques “tarán” en el mismo combate aéreo – pilotos de caza, O.Kilgovátov, N.Teriojin, Alekséi Jlobistov, Borís Kovzan.
El 28 de noviembre de 1973, el capitán G. N. Eliseev, en un caza interceptor supersónico MiG-21SM del 982.º regimiento de combate de la Fuerza Aérea de la URSS, embistió un avión de reconocimiento enemigo RF-4C Phantom.
En julio de 2024, un vehículo aéreo no tripulado de las tropas aerotransportadas rusas destruyó con un ariete un dron militar del ejército ucraniano.

## Publicaciones
- Л. Славин. Два тарана // «Красная звезда» № 213 от 10 сентября 1941 года
- Ф. А. Важин. Воздушный таран. М., Воениздат, 1962. — 96 стр.
- Б. Пархаев. Огненный таран. Хабаровск, Хабаровское книжное издательство, 1967.
- И. Г. Иноземцев. Тараны в северном небе. М.: Воениздат, 1981 — 144 стр.
- Побратимы Николая Гастелло. М.: "ПОБЕДА - 1945", 1995